# 労働を通じた絶滅

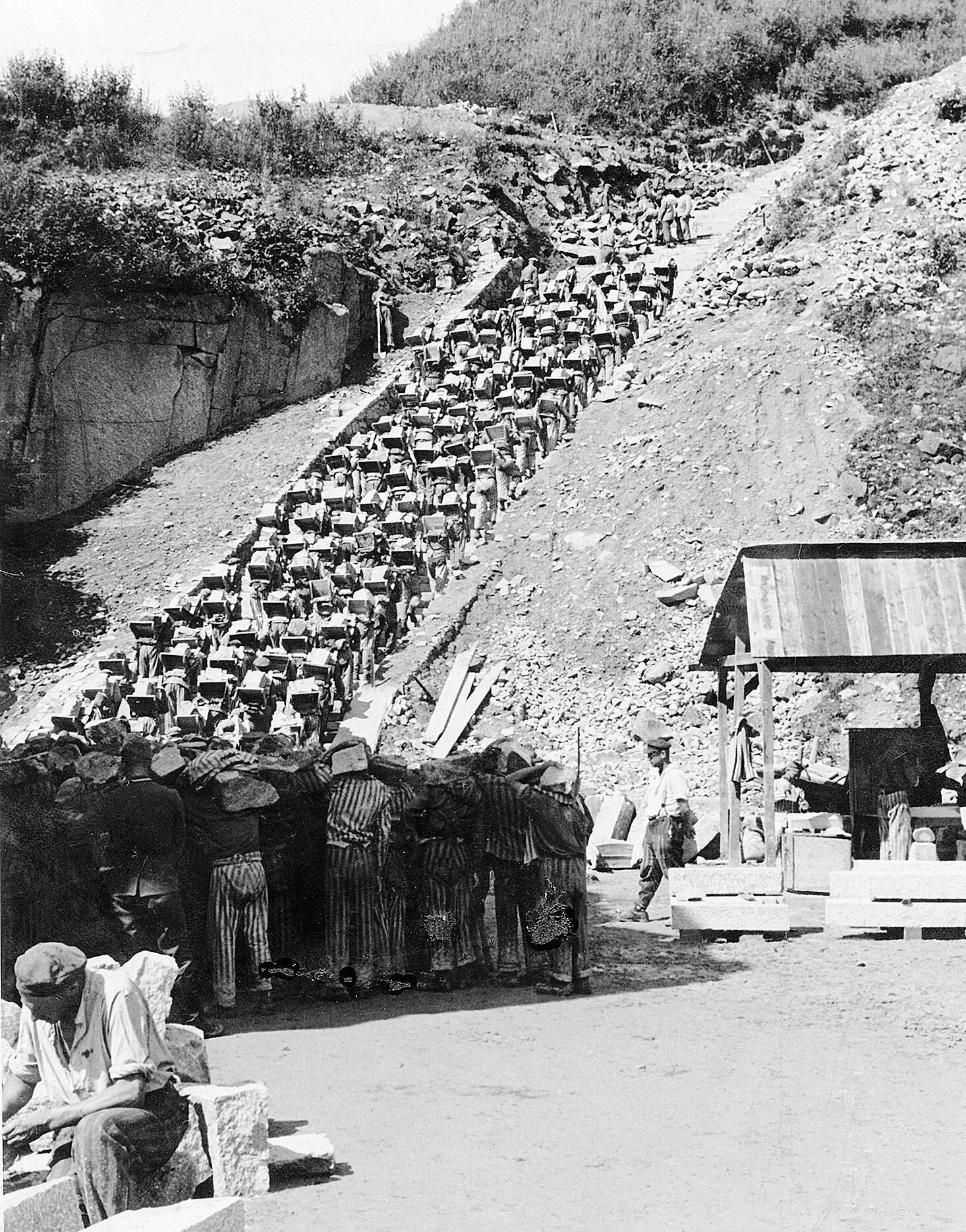
マウトハウゼン強制収容所の死の階段 (Todesstiege)

労働を通じた絶滅 (ろうどうをつうじたぜつめつ、独：Vernichtung durch Arbeit) は、第二次世界大戦におけるナチス・ドイツの方針である。

## 概要
強制収容所と収容者による労働の目標・目的を規定した方針であった。この方針は、基本的な道具と最小限の食料のみで、収容者たちが完全に消耗し使い果たされるまで、ドイツ軍需産業のための労働を強いられることを求めた。ドイツの大戦中の文書に書かれているように、収容者がなんら個人的な価値を持たないならば、彼らはドイツ軍事機構 (German war machine) にとっては役立たずであり、消耗し次第抹殺された。
ドイツ軍事機構に関連しない下位の収容所では、方針は無意味な重労働を通して理解されていた。収容所の周囲に溝を掘って、平らにし、地面を掘削して、収容所の反対側の場所に歩いて運ばせた。一方、収容所の政治的な目的は、労働を通じた絶滅の政策と対をなすものであった。